# Baissogyrus
Baissogyrus là một chi bọ cánh cứng trong họ Gyrinidae.
Chi này được Ponomarenko miêu tả khoa học năm 1973.

## Các loài
Chi này gồm các loài:
- Baissogyrus savilovi Ponomarenko, 1973